# Skivehallerne
La Skivehallerne est un hall omnisports situé à Skive , dans la région dans le  Jutland central, où évolue le club de handball du Skive fH, club évoluant en Håndboldligaen.